# 徳島中央木材市場
株式会社徳島中央木材市場（とくしまちゅうおうもくざいいちば）は、徳島県徳島市にある企業である。

## 会社概要
ベニヤ、ボード、外装材、断熱材、防音材といった新建材一式を取り扱う建材部と絞り丸太、磨き丸太、変木、唐木床柱等の銘木や和室材料一式を取り扱う銘木部がある。
建材銘木センター
- 所在地：徳島県徳島市東沖洲2丁目16-4（マリンピア沖洲流通団地内）

木材センター
- 所在地：徳島県徳島市津田海岸町4-31（徳島県木材センター協同組合内）

## DIYホームセンター・ベル
かつて徳島中央木材市場が運営していたホームセンターで、2008年に閉店した。
店舗は田宮店（徳島市南田宮2丁目2-46）と川内店（徳島市川内町平石字若宮285）の2店舗のみ存在した。

## 関連会社
- ベルホーム
  - 100%出資の子会社。新築・リフォーム・土地の販売を行う。